# Zalęszczyca kózkowata
Zalęszczyca kózkowata (Oedemera flavipes) – gatunek chrząszcza z rodziny zalęszczycowatych (Oedemeridae).

## Opis
Imagines długie na 5-9 mm. Całe ciało ciemnozielone lub miedziane, lśniące. Pokrywy podłużne, zwężają się ku końcowi. Przednie odnóża żółte (stąd epitet gatunkowy flavipes – żółtostopy) z podłużnymi, czarnymi smugami, natomiast pozostałe dwie pary czarne, z czego uda tych ostatnich są silnie zgrubiałe u samców.

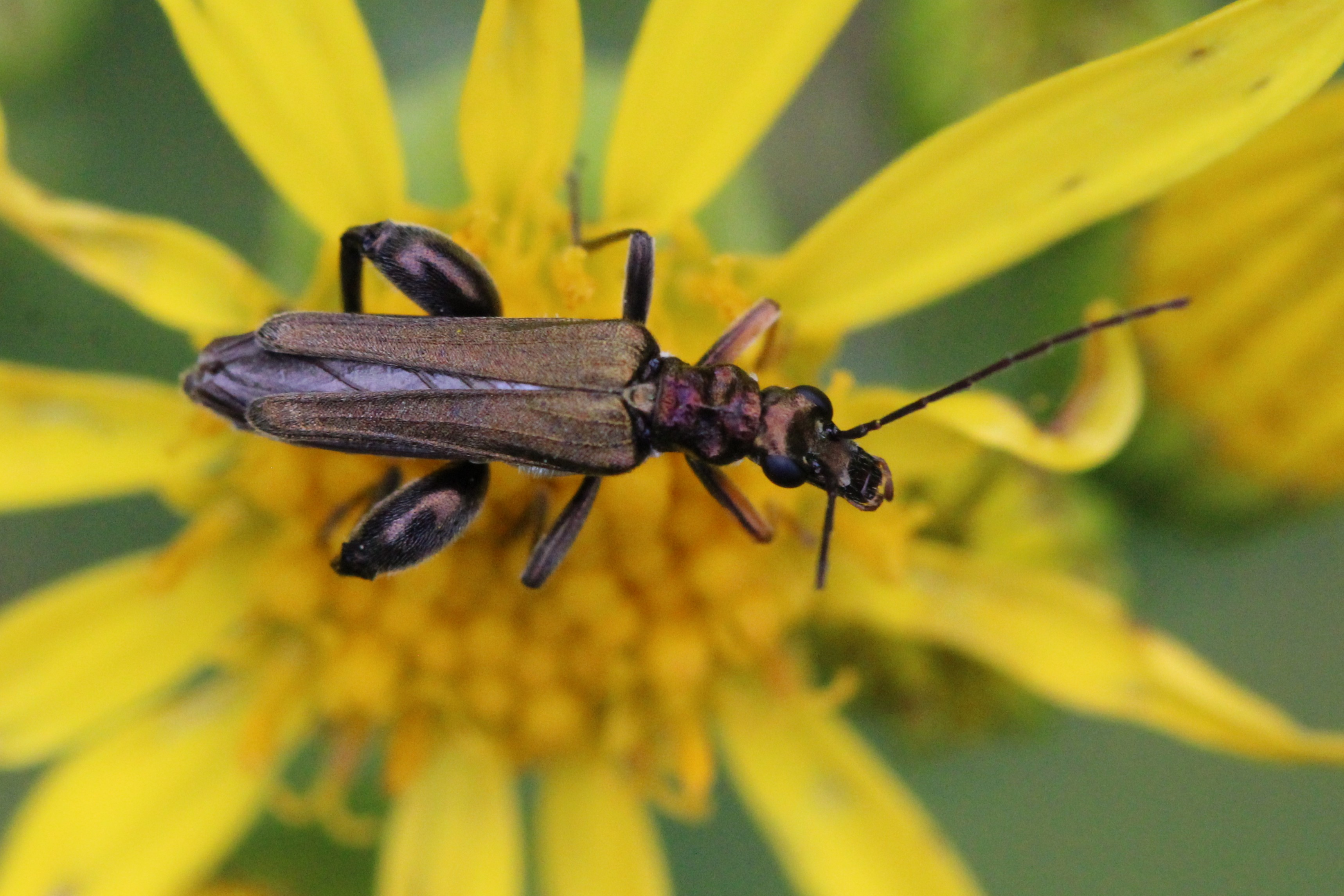
Samiec na kwiatach starca jakubka (Jacobaea vulgaris)

## Biologia
Latają od maja do końca lipca na łąkach i polanach. Przesiadują głównie na kwiatach, zwłaszcza roślin baldaszkowatych (Apiaceae), żywiąc się ich pyłkiem. Larwy żerują w szyi korzeniowej i w niższej części łodygi różnych bylin. 

## Występowanie
Gatunek palearktyczny. Rozpowszechniony w południowej i środkowej części Europy oraz lokalnie w Europie Północnej. Brak go na Wyspach Brytyjskich. Sporadycznie obserwowany w Afryce Północnej, na Kaukazie i Bliskim Wschodzie.
W Polsce nie jest gatunkiem rzadkim. Obserwowana w całym kraju na rozproszonych stanowiskach.